# Monte Beuvray

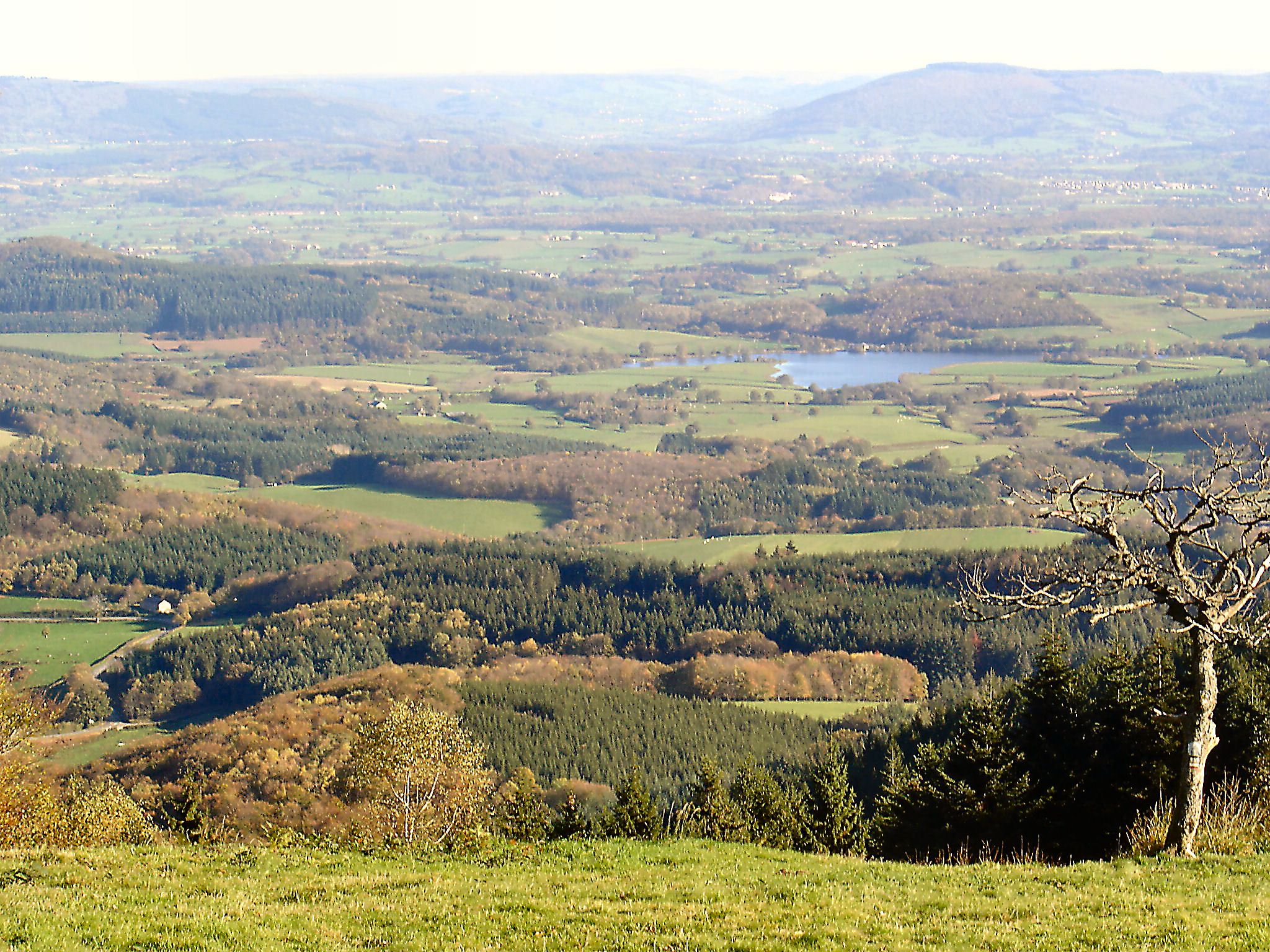
Monte Beuvray.

El monte Beuvray es un monte de 821 metros de altura que forma parte del macizo de Morvan, ubicado en la región de Borgoña (Francia). Se extiende sobre las comunas de Saint-Léger-sous-Beuvray (Saona y Loira), Glux-en-Glenne y Larochemillay (Nièvre).
El Beuvray es conocido por haber albergado en su cima la ciudad/oppidum de Bibracte, capital económica, religiosa y política de los eduos, pueblo galo aliado de Roma. Bibracte debía su privilegiada posición a ser el símbolo de poder de los eduos, a su situación geográfica en el corazón de los sistemas de comunicación transeuropeos y a los recursos minerales localizados en el subsuelo. 
En 52 a. C., Vercingétorix se proclamó aquí líder de los galos sublevados, y César, tras su victoria en Alesia, pasó aquí un invierno redactando los Comentarii de Bello Gallico.
En su periodo como presidente de la República Francesa, François Mitterrand visitó el lugar. Al contemplar el impresionante paisaje, el entonces dirigente europeo expresó su deseo de ser enterrado bajo un roble que crecía en la cumbre (pero a causa de las protestas fue enterrado finalmente en su pueblo natal).
En su ladera se encuentra el Museo de la Civilización Celta, abierto al público en 1996.